# Hartridge Smoke Unit
Hartridge Smoke Unit (português: Unidade de Fumo de Hartridge ou Unidades de Fumaça Hartridge), em geral referido simplesmente por HSU, é uma unidade de medida utilizada na medição da opacidade dos gases de escape de motores, em especial de motores Diesel. O valor é em geral expresso como uma grandeza adimensional, representada por um número inteiro pertencente ao intervalo 0-100 seguido da abreviatura HSU. Em alternativa, pode ser apresentado como uma percentagem (%) ou expresso como uma turbidez, em geral designada por K, e expressa em m−1.

## Descrição
Um valor de 0 indica uma transmissão perfeita da luz (ar limpo ou opacidade nula) e um valor de 100 indica total absorção (ou completa opacidade). O valor toma como base as propriedades ópticas da amostra no comprimento de onda dos 430 mm, a 100 °C e à pressão atmosférica normal. A escala não é linear.
O valor é em geral determinada pela determinação da transmitância (T) da luz de um comprimento de onda específico, ao longo de um comprimento da amostra  l com base na absorvância E da luz:
E = ln 1/T
onde T é a transmitância da amostra, medida pela razão entre a luz que atravessa a amostra e a luz irradiada.
Por sua vez, a absorvância (E) depende, para um dado comprimento de onda, da densidade de fumo e do comprimento da amostra, de acordo com a seguinte fórmula:
E = K x l
onde l é o comprimento da amostra, em metros, e K é o coeficiente de extinção ditado pela opacidade e densidade do fumo, expresso em m−1.
A medição padronizada da opacidade do fumo que está na base da HSU é a opacidade S, expressa como uma percentagem, com base numa medição utilizando um comprimento de onda de 430 mm, à pressão atmosférica e a uma temperatura de 100 °C.
Quando se pretenda expressar o valor em percentagem é usada a seguinte fórmula:
O  [%] = 100 (1 - T)
sendo que neste caso o valor T é medido com luz verde (520 mm).